# Journal of Cluster Science
Das Journal of Cluster Science, abgekürzt J. Clust. Sci.,  ist eine wissenschaftliche Fachzeitschrift, die vom Springer-Verlag veröffentlicht wird. Die erste Ausgabe erschien im Jahr 1990. Derzeit erscheint sie mit vier Ausgaben im Jahr. Es werden Artikel veröffentlicht, die sich mit verschiedenen Aspekten von Metallclustern beschäftigen.
Der Impact Factor lag im Jahr 2020 bei 3,061. Nach der Statistik des ISI Web of Knowledge wird die Zeitschrift mit diesem Impact Factor in der Kategorie anorganische Chemie an 28. Stelle von 44 Zeitschriften geführt.